# La bande-son imaginaire
La bande son imaginaire es un proyecto de darkwave, postpunk y música electrónica originario de la ciudad mexicana Oaxaca. Fundada en el 2014 por los hermanos Óscar Tanat (voz, poeta, director escénico, músico y productor audiovisual) y Heri Ángelo Tanat (tecladista, músico, editor de video y teatrero), y que cuenta además desde 2023 con Bram Hernández como violinista. Se les reconoce por conjugar en su propuesta elementos de la cultura mexicana indígena, la poesía francesa, el teatro y el cine. Originalmente la banda surge de una puesta en escena llamada “En el cabaret del horror” que un principio ideó Óscar y al que después se integraría Heri y la actriz oaxaqueña Renata Lopezcristo. Allí aparecerían por primera vez los personajes de la banda y sus primeras maquetas musicales pensadas como música para teatro. En noviembre de 2013 se organiza en Oaxaca el Primer Foro de Arte Oscuro y ante la ausencia de bandas de darkwave en la ciudad, Óscar y Heri invitan en ese momento al Violinista Obscuro para configurar lo que sería su primera aparición pública aún sin maquillajes y sin una identidad concreta pero ya con el nombre La bande-son imaginaire.
La banda debuta oficialmente en agosto de 2014 con el lanzamiento de su primer álbum “El horror yazz” mismo que viene acompañado de su primer videoclip y diversas presentaciones en Oaxaca. En 2018 la banda mexicana de aggrotech  Hocico les extiende la invitación para abrirles un concierto en el desaparecido Plaza Condesa, hecho que comienza a darles cierta proyección en la escena oscura mexicana. Ese mismo año lanzan “Mezcal a pleno vuelo”. Simultáneamente la revista cultural La Tempestad los considera proyecto emergente del añoy son invitados a participar en el Festival Marvin. En 2019 el Violinista Obscuro deja el proyecto y es relevado por El Fenix Negro.
En 2021 lanzan su tercera placa de estudio “La muerte en vintage” que los lleva a realizar una gira nacional, El Fénix Negro graba los violines de esta entrega pero es relevado para los shows en vivo por el violinista Ramsés. El álbum tiene una gran recepción en el underground mexicano y destaca por su sincretismo entre el imaginario popular, el cine de oro nacional y la poesía francesa, tal placa los lleva en 2022 a tocar por primera vez en Colombia junto a proyectos conocidos pero disimiles entre sí como Aterciopelados o La 33 en un festival en la Guajira.Realizan una gira de carácter nacional en México y recrean el concepto de “concierto expandido” con una obra teatral previa a la presentación de su show en Cdmx.
En 2024 lanzan su cuarta placa de estudio ya con el violinista Bram Hernández, "la agrupación se inspiró para esta entrega en el viejo arte de la revista impresa que es el leimotiv. A partir de esta idea, surgió también el nombre al nuevo tema, “Synthesizer Magazine” (revista de sintetizadores). Otros de los elementos que fascinarán a los fans es que la nueva placa combina música, arte audiovisual, diseño editorial, lírica francesa y hasta literatura. Un conglomerado de lenguajes que difícilmente puede ser hallado hoy en día en la escena musical". Ese mismo año debutan en Europa en el Baoreg Open Air en la ciudad de Rotterdam en Países Bajos. y abrirían los conciertos en México de Till Lindemann
En 2025 regresan a Europa para compartir escenario con bandas como Xmal Deutschland, Diary of Dreams y Lebanon Hanover en el Double Dare Fest en la ciudad de Ghent en Bélgica, y con Sad Lovers and Giants en el Wavefest en Rotterdam. 

## Estilo y temática
La propuesta musical de La Bande-son imaginaire se caracteriza por una fusión de darkwave electrónico con elementos de la cultura popular mexicana y referencias artísticas globales. Sus letras, interpretadas en español y francés, abordan temas como el culto a la muerte y el mundo indígena contemporáneo en México. La banda se inspira en el cine de oro mexicano, la literatura y el teatro, creando una estética que combina lo oscuro y lo cinematográfico.

## Influencias
Las influencias artísticas de la banda abarcan obras literarias y cinematográficas como Macario y Pedro Páramo, la poesía de autores malditos como Charles Baudelaire, la celebración del Día de Muertos y elementos visuales del expresionismo alemán.

## Discografía
- El Horror Jazz (2014): Álbum debut que define su estilo como "el horror para la era audiovisual".[15]

- Mezcal a Pleno Vuelo (2018): Este álbum consolidó su propuesta musical y les permitió presentarse en eventos como el Festival Marvin y abrir para la agrupación Hocico en El Plaza Condesa, en la Ciudad de México.[16]
- La Muerte en Vintage (2021): Una explosión de synth pop cinematográfico que refleja su evolución artística.[17]
- Synthesizer Magazine (2024): Álbum que fusiona el darkwave europeo con la cosmovisión oaxaqueña, explorando aspectos oscuros de la naturaleza humana.[18]

## Principales sencillos
- Magnétique (2018): Uno de sus temas con más alcance y con un ritmo bailable.
- Macabre (2019): Combina elementos del darkwave con influencias del cine de terror clásico.[19]
- Mexican Wave (2022): Mezcla ritmos electrónicos con sonidos tradicionales mexicanos, creando una atmósfera única.[20]
- Chez Toi (2023): Muestra la evolución musical de la banda, incorporando nuevos elementos sonoros y líricos.[21]

## Presentaciones destacadas
La bande-son imaginaire ha participado en diversos festivales y eventos, destacando su presentación en el Festival Marvin y su actuación como teloneros de Hocico en El Plaza Condesa en 2018. Además, en 2024, se presentó en el Vive Latino y abarrotó el foro principal del Circo Volador en la Ciudad de México. Ese mismo año realizó una gira por Europa, incluyendo una presentación en Róterdam, y fue invitada a tocar junto a bandas como Lebanon Hanover.

#### Citas
1. ↑  https://newsweekespanol.com/2018/11/corto-horror-oaxaquena-arte-multidisciplinario-oscar-tanat/
2. ↑  https://presslibre.mx/2013/11/01/primer-foro-de-arte-oscuro-la-qescenaq-gotica-en-oaxaca-es-culta-oscar-tanat/
3. ↑  https://www.nvinoticias.com/musica/cultura/comparten-escenario-los-oaxaquenos-la-bande-son-imaginaire-y-hocico/25560
4. ↑  https://www.latempestad.mx/arte-mexico-2018/
5. ↑  https://www.mehaceruido.com/2018/02/cartel-del-festival-marvin-2018
6. ↑  https://www.indierocks.mx/musica/resenas/la-bande-son-imaginaire-la-muerte-en-vintage/
7. ↑   https://rockear.co/palomino-sound-fest-2022-un-festival-que-rinde-culto-a-un-paraiso-colombiano/
8. ↑  https://amqueretaro.com/vsd/2022/06/08/la-bande-son-imaginarie-sonidos-sinteticos-de-una-realidad-mexicana/
9. ↑  https://www.infobae.com/mexico/2024/05/31/la-bande-son-imaginaire-todo-sobre-el-nuevo-disco-del-alucinante-grupo-de-darkwave-mexicano/
10. ↑  https://undergroundperiodismo.com/de-oaxaca-a-rotterdam-la-bande-son-imaginaire/
11. ↑  https://oem.com.mx/elsoldesanluis/gossip/till-lindemann-en-slp-todo-lo-que-debes-saber-si-vas-a-asistir-a-su-concierto-13380564
12. ↑  https://www.darkentries.be/concerten-reportages/double-dare-festival-dag-2-zaterdag-17-mei-vooruit-404-gent?fbclid=IwQ0xDSwKYg11jbGNrApiDVmV4dG4DYWVtAjExAAEenF9jtjJWozCTzgyHgYY5mUHNZlYrK3j_1szFnLe_E7PXG6SJtszEbZF0EZo_aem_wXN23vNJ4w8Y5jkEmNDxYw
13. ↑  https://www.makeafuzz.com/wavefest-maassilo-rotterdam-18-05-2025/
14. 1 2  Islas, Edgardo Velázquez López;Claudia (16 de septiembre de 2023). «La Bande-son Imaginaire, darkwave originario de Oaxaca». Grupo Milenio. Consultado el 26 de enero de 2025.
15. ↑  practicas (30 de junio de 2020). «La bande-son imaginaire: sonidos oscuros y cinematográficos». Indie Rocks!. Consultado el 26 de enero de 2025.
16. ↑  practicas (30 de junio de 2020). «La bande-son imaginaire: sonidos oscuros y cinematográficos». Indie Rocks!. Consultado el 26 de enero de 2025.
17. ↑  Rodríguez, Ana (18 de diciembre de 2020). «La bande-son imaginaire — La Muerte en Vintage». Indie Rocks!. Consultado el 26 de enero de 2025.
18. ↑  Corona, Karina (8 de noviembre de 2024). «La Bande Son Imaginaire es una agrupación de Oaxaca que explora los aspectos oscuros de la naturaleza humana». Reporte Indigo. Consultado el 26 de enero de 2025.
19. ↑  Rodríguez, Ana (18 de diciembre de 2020). «La bande-son imaginaire — La Muerte en Vintage». Indie Rocks!. Consultado el 26 de enero de 2025.
20. ↑  «La bande-son imaginaire estrenó el sencillo “Mexican wave”». marvin.com.mx. 15 de julio de 2022. Consultado el 26 de enero de 2025.
21. ↑  «Bande-son Imaginaire triunfa en el Circo Volador y presenta su nuevo álbum - El Sol del Bajío | Noticias Locales, Policiacas, de México, Guanajuato y el Mundo». oem.com.mx. Consultado el 26 de enero de 2025.
22. ↑  «Galería: La Bande-son Imaginaire en el Vive Latino 2024 | El Club Del Rock». 24 de marzo de 2024. Consultado el 26 de enero de 2025.
23. ↑  Jornada, La (9 de noviembre de 2024). «Hoy, la Bande-son Imaginaire en el escenario del Circo Volador». La Jornada. Consultado el 26 de enero de 2025.
24. ↑  Corona, Karina (8 de noviembre de 2024). «La Bande Son Imaginaire es una agrupación de Oaxaca que explora los aspectos oscuros de la naturaleza humana». Reporte Indigo. Consultado el 26 de enero de 2025.

- Datos: Q131990678